# Otto Ziegler (Mediziner)

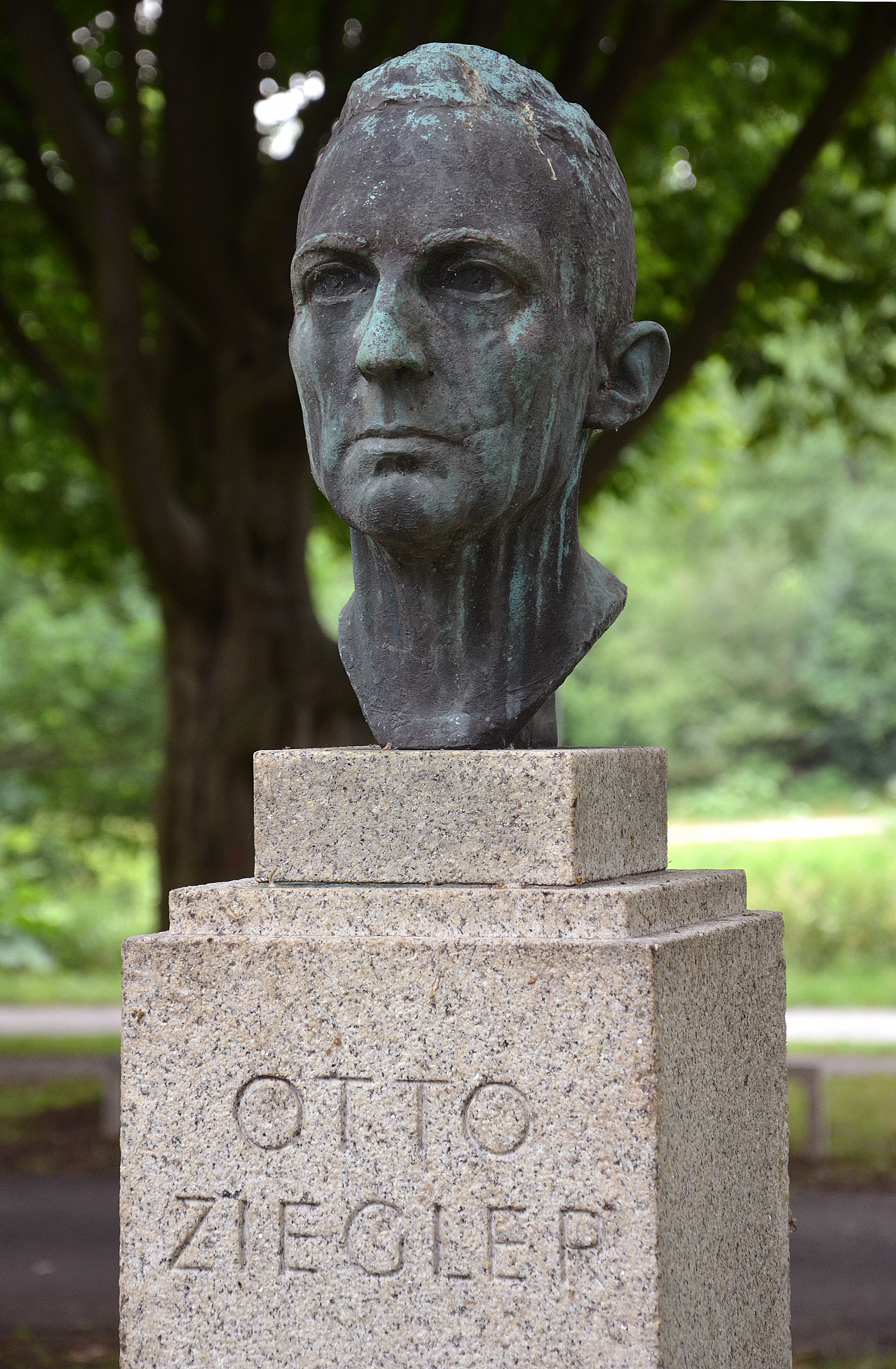
Büste von Otto Ziegler beim KRH Klinikum Siloah;
Bildhauer August Waterbeck, 1934

Otto Ziegler (* 4. Juli 1879 in Varel; † 27. November 1931 in Göttingen) war ein deutscher Mediziner und Hochschullehrer.

## Leben
Als Spross einer alten Arztfamilie, wurde Otto Ziegler 1879 in dem kleinen Ort Varel im damaligen Großherzogtum Oldenburg geboren. Da sein Vater eine Stellung als Oberarzt des Militärwaisenhauses in Potsdam annahm, erhielt Ziegler dort auch seine erste Schulbildung.

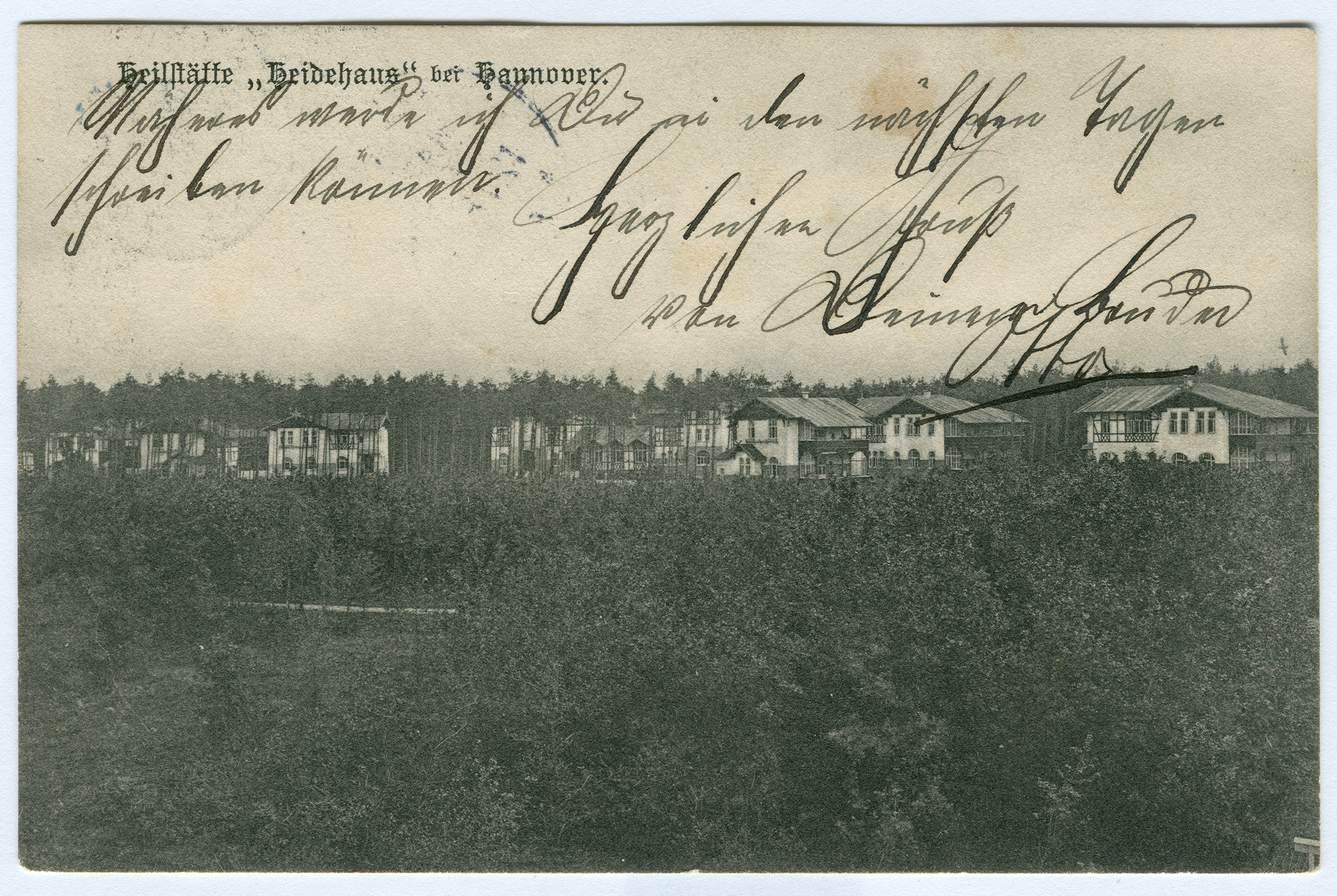
Heilstätte Heidehaus, die Wirkstätte Zieglers ab 1907;
Ansichtskarte von Karl F. Wunder, um 1907

Während seines Studiums wurde er 1898 Mitglied der Landsmannschaft Nibelungia Marburg.
Am 2. Juni 1907 wurde im Norden Hannovers die Heilstätte Heidehaus unter der ärztlichen Leitung von Ziegler gegründet. Hier war er Facharzt für Lungen- und Tuberkuloseerkrankungen.
Mitte der 1920er Jahre während einer Tagung der beiden Organisationen der deutschen Heilstätten- und Fürsorgeärzte in Danzig war Ziegler treibende Kraft und dann auch erster Vorsitzender der im Frühjahr 1925 gegründeten Deutschen Tuberkulose-Gesellschaft (DTG), die später in der DPG aufging.
Auf einer Tagung in Wildbad wurde Ziegler 1928 zunächst zum Zweiten Vorsitzenden der DTG gewählt, später zu deren Ersten Vorsitzenden.
Ziegler erlag 1931 nach längerer Krankheit einem Magenkarzinom.

## Zieglerdenkmal
1934 schuf der Bildhauer August Waterbeck das „Zieglerdenkmal“, das im Garten des Heidehauses aufgestellt wurde.

## Archivalien
An Archivalien finden sich beispielsweise
- im Nachlass von Robert Koch ein vom 6. Dezember 1909 datierter Dankesbrief von Ziegler an Koch mit Hinweis auf die Übersendung eines Buches als Dank (Datumsvermerk von Koch vom 12.12.[19]09)[9]